# Birhanu Legese
Birhanu Legese, né le 11 septembre 1994 à Waliso, Oromia, est un athlète éthiopien, spécialiste des courses de fond et notamment du marathon. Il fait partie du NN Running Team.

## Biographie
Le 30 décembre 2012, Birhanu Legese remporte la Corrida de Houilles en 28 min 23 s.
En 2016, Legese remporte le semi-marathon de Ras el Khaïmah en 1 h 0 min 40 s.
Le 3 mars 2019, il remporte le marathon de Tokyo en 2 h 4 min 48 s.
Le 29 septembre 2019, il devient le 3ème performer de tous les temps sur le marathon de Berlin en 2 h 2 min 48 s.
Le 1er mars 2020, Legese remporte une deuxième fois le marathon de Tokyo en 2 h 4 min 15 s .

## Palmarès
| Date | Compétition                     | Lieu           | Résultat | Performance    |
| ---- | ------------------------------- | -------------- | -------- | -------------- |
| 2012 | Corrida de Houilles             | Houilles       | 1er      | 28 min 23 s    |
| 2016 | Semi-marathon de Ras el Khaïmah | Ras el Khaïmah | 1er      | 1 h 0 min 40 s |
| 2018 | Marathon de Dubaï               | Dubaï          | 6e       | 2 h 4 min 15 s |
| 2018 | Marathon de Chicago             | Chicago        | 10e      | 2 h 8 min 41 s |
| 2019 | Marathon de Tokyo               | Tokyo          | 1er      | 2 h 4 min 48 s |
| 2019 | Marathon de Berlin              | Berlin         | 2e       | 2 h 2 min 48 s |
| 2020 | Marathon de Tokyo               | Tokyo          | 1er      | 2 h 4 min 15 s |
| 2020 | Marathon de Valence             | Valence        | 3e       | 2 h 3 min 16 s |
| 2021 | Marathon de Londres             | Londres        | 5e       | 2 h 6 min 10 s |
| 2022 | Marathon de Londres             | Londres        | 6e       | 2 h 6 min 11 s |
| 2023 | Marathon d'Amsterdam            | Amsterdam      | 4e       | 2 h 4 min 44 s |
| 2024 | Marathon de Rotterdam           | Rotterdam      | 3e       | 2 h 5 min 16 s |

## Records
| Épreuve       | Performance    | Lieu      | Date              |
| ------------- | -------------- | --------- | ----------------- |
| 1 500 mètres  | 3 min 44 s 07  | Luanda    | 2 janvier 2014    |
| 3 000 mètres  | 7 min 51 s 09  | Hengelo   | 8 juin 2014       |
| 5 000 mètres  | 13 min 8 s 88  | Shanghai  | 18 mai 2014       |
| 10 kilomètres | 27 min 34 s    | Taroudant | 10 mars 2013      |
| 10 miles      | 45 min 38 s    | Amsterdam | 17 septembre 2017 |
| Semi-marathon | 59 min 20 s    | New Delhi | 29 novembre 2015  |
| Marathon      | 2 h 2 min 48 s | Berlin    | 29 septembre 2019 |